# Torches of Freedom
"Torches of Freedom" (pol. Pochodnie wolności) – fraza używana do spopularyzowania palenia tytoniu wśród kobiet, która wykorzystywała kobiece aspiracje do równouprawnienia w czasie pierwszej fali feminizmu na początku XX wieku w Stanach Zjednoczonych. Papierosy były przedstawiane jako symbol emancypacji kobiet od patriarchalnego porządku. Termin ten został po raz pierwszy użyty przez psychoanalityka Abrahama Ardena Brilla (uczeń Freuda), opisując naturalną chęć kobiet do palenia; następnie został przejęty przez propagandystę Edwarda Bernaysa, który został zatrudniony przez firmę tytoniową American Tobacco Company, aby rozpowszechnić praktykę palenia wśród kobiet wbrew ówczesnemu tabu. Firma ta zapłaciła trzydziestu kobietom dobranym przez Bernaysa, aby dołączyły do marszu w czasie nowojorskiej Wielkanocnej Parady 31 marca 1929 i w określonym czasie zapaliły papierosy. W tym samym czasie wynajęci fotografowie mieli uwiecznić wizerunek kobiet sprzeciwiających się opresyjnym normom.